# Namibiana gracilior
Namibiana gracilior — вид змій родини струнких сліпунів (Leptotyphlopidae). Мешкає в Південно-Африканській Республіці і Намібії.

## Поширення і екологія
Namibiana gracilior мешкають на заході Західнокапської провінції в ПАР і в сусідніх районах Північнокапської провінції, ізольована популяція також існує на півдні Намібії. Вони живуть в чагарникових заростях, ведуть риючий спосіб життя, часто зустрічаються поряд з термітниками.